# Libnotes (Afrolimonia) discobolina discobolina
Libnotes (Afrolimonia) discobolina discobolina is een ondersoort van de tweevleugelige Libnotes (Afrolimonia) discobolina uit de familie steltmuggen (Limoniidae). De ondersoort komt voor in het Afrotropisch gebied.